# Sächsische Landesliste des Immateriellen Kulturerbes
Die Sächsische Landesliste des Immateriellen Kulturerbes ist ein Verzeichnis regional bedeutsamer Kulturformen in Sachsen. Ein Eintrag auf der Landesliste ist Voraussetzung für eine Nominierung für das Bundesweite Verzeichnis.

## Einträge
| Name des Immateriellen Kulturerbes                                                                   | Anmerkungen | Bild                              |
| --- | --- | --------------------------------- |
| Kunsthandwerk aus dem Erzgebirge                                                                     | - Neben dem Bergbau war das Handwerk im Erzgebirge wichtig. Im Laufe der Zeit entwickelte sich das Kunsthandwerk im Erzgebirge zu einer eigenständigen Kunstform. Techniken zur Herstellung wurden im Erzgebirge entwickelt zum Beispiel das Reifendrehen oder das Spanbaumstechen. Die aufwendige Bemalung und weitere manuelle Holzbearbeitung zählen zu den Alleinstellungsmerkmalen des Erzgebirgischen Kunsthandwerks. Es entstand im Laufe ein reichhaltiges Artikelsortiment. Viele der Erzeugnisse wurden im Erzgebirge erfunden und stehen eng mit dem Brauchtum der Erzgebirgischen Weihnacht in Verbindung, wie die Schwibbögen, Engel und Bergmann, Weihnachtspyramiden, Räuchermänner, figürliche Nussknacker oder Engelsorchester sowie Holzspielzeug. In den Motiven spiegeln sich oftmals regionale Identitätspunkte aus Sagen, der Historie, des Bergbaus aber auch aus der Freizeit der erzgebirgischen Einwohner wieder. Das Kunsthandwerk aus dem Erzgebirge hat eine lange Tradition und wird bis heute von vielen Handwerksbetrieben und Manufakturen in der Region fortgeführt. Die Herstellung der Erzeugnisse erfolgt oft in kleinen Familienbetrieben, in denen das Wissen und die Techniken von Generation zu Generation weitergegeben werden. Dadurch bleibt die hohe Qualität und die Einzigartigkeit der Kulturform erhalten. - aufgenommen im Bundesweiten Verzeichnis | weitere Bilder \| Fotos hochladen |
| Bergsteigen in Sachsen                                                                               | - Auf dem Schusterturm im Bielatal in der Sächsischen Schweiz wurde 1893 wurde das weltweit erste Gipfelbuch ausgelegt. In der Folgezeit entwickelte sich im Sächsischen Sandstein eine Kletterkultur, die sportliche Ansprüche mit der Bewahrung einer einzigartigen Naturlandschaft verband. Das Bergsteigen in Sachsen beruht seit 1910 auf dem Grundsatz des freien Kletterns ohne Verwendung künstlicher Hilfsmittel. Grundlage sind die Sächsischen Kletterregeln, die neben den Kletter- und Sicherungstechniken auch den Schutz der Natur und Felsbiotope und damit die Bewahrung der Klettermöglichkeiten für nachfolgende Generationen festschreiben. Die Kletterkultur wird in Klubs, Familien und in Freundeskreisen weitergegeben. Das Übernachten in Berghütten und Boofen (Freiübernachtungsstellen) gehört ebenfalls zu dieser Kultur genau wie das ehrenamtliche Engagement etwa in Form von Gipfel-Patenschaften, Kontrolle von Horstschutzzonen oder Müllsammlungen. Der 1911 gegründete Sächsische Bergsteigerbund (SBB) ist mit über 16.000 Mitgliedern einer der größten Sportvereine Sachsens. Darüber hinaus hat das Bergsteigen in Sachsen Ausdruck in Musik, Malerei, Fotografie und Literatur gefunden. - aufgenommen im Bundesweiten Verzeichnis | weitere Bilder \| Fotos hochladen |
| Kamenzer Forstfest                                                                                   | - Das Kamenzer Forstfest findet in der Bartholomäuswoche (um den 24. August) statt. Es ist das größte und Schul- und Heimatfest im Freistaat Sachsen. An den Umzügen beteiligen sich rund 1.500 Kamenzer Schülerinnen und Schüler. Sie tragen Blumengirlanden und Fahnen von der Innenstadt bis in den Forst. Die Einwohner schmücken zum Fest ihre Häuser mit Ranken, Wimpelketten und Blumenkränzen. Es gibt Blasmusikkonzerte, einen Auszug der Sportvereine und Schulen mit Turnvorstellungen im Forst sowie einen Schützenumzug und mehrere Schützenwettbewerbe. Die historischen Bezüge, etwa zu rituellen Praktiken während der Pestepidemien im 15. bis frühen 18. Jahrhundert sowie zur Gesangs- und Turnerbewegung im 19. Jahrhundert, sind vielfältig. Das Kamenzer Volksfest hat sich stets als widerstandsfähig gegenüber politischer Vereinnahmung gezeigt. - aufgenommen im Bundesweiten Verzeichnis | weitere Bilder \| Fotos hochladen |
| Genossenschaftsidee                                                                                  | - Die Deutsche Hermann-Schulze-Delitzsch-Gesellschaft e. V. (Sachsen) und die Deutsche Friedrich-Wilhelm-Raiffeisen-Gesellschaft e. V. (Rheinland-Pfalz) sind die Träger der Genossenschaftsidee mit ihren sozialen, kulturellen, ethischen, emanzipatorischen und ökonomischen Dimensionen, Werten und Traditionen. Hermann Schulze-Delitzsch und Friedrich Wilhelm Raiffeisen gründeten Mitte des 19. Jahrhunderts die ersten genossenschaftlichen Organisationen. Sie schufen den grundlegenden rechtlichen Rahmen für die Genossenschaftsidee. Die Genossenschaftsidee findet sich heute regional und weltweit in nahezu jeder Branche wieder: zum Beispiel in Genossenschaftsbanken, Landwirtschafts- und Handwerkergenossenschaften, Wohnungsbaugenossenschaften und Konsumgenossenschaften bis hin zu Dienstleistungsgenossenschaften und Energiegenossenschaften. Ihre Grundsätze sind Selbsthilfe, Selbstverwaltung und Selbstverantwortung. Ihre Mitglieder erwerben Genossenschaftsanteile und werden so zu Miteigentümern. Erhebliche Risiken für den Erhalt und die Weitergabe der Genossenschaftsidee sind ihr sinkender Bekanntheitsgrad innerhalb der jüngeren Bevölkerung, die zunehmende Globalisierung und rein profitorientierte Märkte. Stark gefährdet ist die Idee auch durch veränderte rechtliche Rahmenbedingungen, die der Selbstverwaltung, dem Kunden-Eigentümerprinzip und dem regionalen Bezug entgegenstehen. Um dem entgegenzuwirken, gibt es vielfältige Ansätze, etwa die gezielte Information von Politik und Fachpublikum, Imagekampagnen, die die Bekanntheit der Genossenschaften stärken und ihre Werte und Themen transportieren sollen, sowie Bestrebungen, die Genossenschaftsidee und ihre Rechtsform stärker in der schulischen und universitären Bildung zu verankern. - Länderübergreifende Bewerbung aus Sachsen und Rheinland-Pfalz; aufgenommen im Bundesweiten Verzeichnis - aufgenommen in der internationalen UNESCO-Liste | weitere Bilder \| Fotos hochladen |
| Handwerkliches Bierbrauen nach dem Reinheitsgebot                                                    | Brauen nach dem Reinheitsgebot bedeutet, Bier in handwerklicher Tradition ausschließlich aus den vier Rohstoffen Wasser, Malz, Hopfen und Hefe herzustellen. Auch der Einsatz moderner Brautechnik hat am Grundprinzip nichts verändert. Deutsche Brauereien nach dem Reinheitsgebot keine künstlichen Aromen und Farbstoffe, keine künstlichen Stabilisatoren, Enzyme, Emulgatoren und Konservierungsstoffe. Auch Surrogate (Ersatzstoffe wie Mais/Reis) sind unzulässig. Das Bierbrauen ist dadurch deutlich aufwändig und anspruchsvoll. 95 % aller deutschen Brauereien sind kleine und mittlere Betriebe mit weniger als 200.000 Hektoliter Jahresproduktion. Die handwerkliche Praxis und das Wissen des Brauers bestimmen die Qualität des Bieres. Der Mensch und seine Erfahrung bleiben unersetzlich. Deshalb kommt dem dualen Ausbildungssystem mit seinen Berufsschulen im Braugewerbe eine hohe Bedeutung zu. Im Brauhandwerk werden auch Söhne und Töchter aus Familienbetrieben in andere Brauereien zur Ausbildung zu schicken, um so die Weitergabe des Wissens sicherzustellen und gleichzeitig Innovation zu fördern. Daneben gibt es Berufsschulen etwa in München, Berlin, Ulm und Kulmbach sowie die Möglichkeit, Brauwesen mit wissenschaftlichen Schwerpunkten zu studieren. Jedes Jahr kommen Auszubildende und Studierende nach Deutschland, um das Handwerk zu erlernen. Als Folge arbeiten tausende hierzulande ausgebildete Brauerinnen und Brauer in Brauereien auf der ganzen Welt und sorgen für einen regen transnationalen Austausch des Wissens. | weitere Bilder \| Fotos hochladen |
| Traditioneller vogtländischer Musikinstrumentenbau in Markneukirchen und Umgebung                    | - Musikinstrumenten-Museum Markneukirchen - aufgenommen im Bundesweiten Verzeichnis | weitere Bilder \| Fotos hochladen |
| Tradition und Aufführungspraxis geistlicher Musik durch sächsische Knabenchöre                       | - Thomanerchor Leipzig, Kreuzchor Dresden und Dresdner Kapellknaben - Die Dresdner Kapellknaben sind heute in Trägerschaft der Diözese Dresden-Meißen, der Thomanerchor in Trägerschaft der Stadt Leipzig und der Kreuzchor in Trägerschaft der Landeshauptstadt Dresden. Alle drei Chöre unterhalten jeweils ein Internat und sind mit einem Gymnasium verbunden. Die Sänger werden nach Maßstab des Talents ausgewählt, konfessionelle oder religiöse Vorgaben gibt es nicht. Die drei Knabenchöre führen die musikalische Tradition in individueller Schwerpunktsetzung fort. Die Leipziger Thomaner sind besonders Johann Sebastian Bach verpflichtet, die Dresdner Chöre Heinrich Schütz. Ergänzt wird die Traditionspflege durch Aufführungen neuer Werke, die speziell für den jeweiligen Chor komponiert werden; die musikalischen Leiter dieser Chöre treten auch heute mit eigenen Kompositionen hervor, prominentes Beispiel ist der frühere Kreuzkantor Rudolf Mauersberger (1889–1971). - aufgenommen im Bundesweiten Verzeichnis | weitere Bilder \| Fotos hochladen |
| Sächsische Staatskapelle Dresden                                                                     | Die Sächsische Staatskapelle ist eines der ältesten Orchester – und vermutlich das einzige, das über 450 Jahre hinweg kontinuierlich Bestand hatte und immer zu den führenden Klangkörpern der jeweiligen Epochen gehörte. Die Kontinuität ist auch ein prägendes Merkmal des Musizierens an sich. | weitere Bilder \| Fotos hochladen |
| Synagogale Chormusik des 19. und 20. Jahrhunderts und jüdische Folklore Mittel- und Osteuropas       | - Der Leipziger Synagogalchor bewahrt jüdisches Kulturerbe: Synagogale Chormusik und jüdische Folklore. Der Leipziger Synagogalchor widmet sich seit seiner Gründung durch den Oberkantor Werner Sander im Jahr 1962 der Bewahrung und Weitergabe des verlorenen Erbes in der Zeit des Nationalsozialismus und kann selbst schon auf eine lange eigene Tradition zurückblicken. Mit seiner Interpretation bewahrt der Leipziger Synagogalchor die alte aschkenasische Aussprache des Hebräischen, wie sie in deutschen Synagogen vor dem Holocaust gebräuchlich war, während das moderne Hebräisch in Israel heute von der sephardischen Aussprache geprägt ist. Zum weltlichen Repertoire des Chores gehört jüdische Folklore in Jiddisch und Hebräisch, die vorwiegend aus den alten jüdischen Gemeinden Litauens, der Ukraine, Polens und Rumäniens stammt. Die heutige Zusammensetzung des Ensembles aus langjährigen und neu gewonnenen Sängerinnen und Sänger steht für Tradition und Weitergabe an kommende Generationen. - aufgenommen im Bundesweiten Verzeichnis | weitere Bilder \| Fotos hochladen |
| Sächsische Bergparade, Historische Sächsische Berg- und Hüttenparade, Sächsischer Bergaufzug         | - Der Bergbau und das Hüttenwesen sowie die Montanwissenschaften haben in der sächsischen Landesgeschichte eine ganz besondere Bedeutung im Sinne der wirtschafts- und kulturgeschichtlichen Entwicklung Sachsens seit dem 13. Jahrhundert und seiner daraus bis heute gelebten umfassenden Traditionen und Brauchtümer. Hierzu zählen unter anderem die Herstellung, die Pflege und das Tragen eines gemeinsamen Bergmannshabits nach den unterschiedlichen Vorschriften verschiedener Jahrhunderte und entsprechend den einzelnen Bergrevieren. Im 1990 gegründeten Sächsischen Landesverband der Bergmanns-, Hütten- und Knappenverein pflegen etwa 3000 Mitglieder in 62 Mitgliedervereinen diese Traditionen. Ein wesentlicher Bestandteil der Brauchtumspflege ist dabei das Tragen der historischen Habits zu Bergaufzügen und Bergparaden. Die größte Anzahl an Bergparaden und Bergaufzügen findet alljährlich in der Vorweihnachts- und Weihnachtszeit statt. Hier liegen die Wurzeln in den gemeinsamen Kirchgängen, zu den Bergmetten im Dezember. Eine Besonderheit der sächsischen Bergaufzüge und Bergparaden ist dabei das Mitwirken traditioneller bergmännischer Musikvereine, deren Entstehung ebenfalls in der bergmännischen Tradition verwurzelt ist. Diese Berg- und Hüttenkapellen begleiten die aufziehenden Berg- und Hüttenleute ebenfalls in historischen Uniformen und spielen dazu die historischen und neueren Bergmärsche der einzelnen Reviere und Bergstädte. Bergparaden und Bergaufzüge ziehen heute zehntausende Besucher in die Bergstädte Sachsens und sind ein Bestandteil des Tourismuskonzeptes in Sachsen und speziell in der Region des Erzgebirges geworden. - aufgenommen im Bundesweiten Verzeichnis | weitere Bilder \| Fotos hochladen |
| Traditionelles Köhlerhandwerk und Teerschwelerei                                                     | - Holzkohle hatte einen wichtigen Anteil an der Entwicklung der Menschheit. Aus diesem Grund setzt sich der Europäische Köhlerverein für den Erhalt des Handwerks und die Bewahrung der alten Technologien ein, damit auch nachfolgende Generationen in der Lage sind, ein uraltes Handwerk der Menschheit zu beherrschen und weiterzugeben. Die Verkohlung von Holz findet im sächsischen Erzgebirge noch statt. - Länderübergreifende Bewerbung aus Sachsen und Mecklenburg-Vorpommern; aufgenommen im Bundesweiten Verzeichnis | weitere Bilder \| Fotos hochladen |
| Gesellschaftliche Bräuche und Feste der Lausitzer Sorben im Jahreslauf                               | - Die Lausitzer Sorben sind eine ethnische Minderheit im Süden Brandenburgs und im Osten Sachsens. Etwa 60.000 Menschen bekennen sich als Sorben. Es gibt zwei sorbische Sprachen, Ober- und Niedersorbisch, die zur westslawischen Sprachgruppe zählen. Ein Großteil der Sorben ist evangelischer oder katholischer Konfession. Die Sorben sind nicht nur durch ihre eigene Sprache gekennzeichnet, sondern auch durch Eigenarten in der materiellen (z. B. traditionelle Bauweise, Trachten) wie der immateriellen Volkskultur. Besonders erwähnenswert sind die vielfältigen, lebendigen Bräuche im Jahreslauf. Sie werden aktiv gepflegt und sind wichtige Merkmale der sorbischen Identitätsstrategie. In Verbindung mit weiteren ethnischen Markern – wie den sorbischen Trachten oder der Verwendung der sorbischen Sprache – bilden sie wichtige Bausteine der ethnischen und kulturellen Selbstverwirklichung. Darüber hinaus leisten sie einen maßgeblichen Beitrag zur Vermittlung regionalspezifischen kulturhistorischen Wissens und gemeinschaftsbildender Festtraditionen. Die Sorben leben in keinem geschlossenen Siedlungsgebiet, sondern gemeinsam mit der deutschen Bevölkerung in einem ethnisch gemischten Territorium, in dem sie seit mehr als einem Jahrhundert in der Minderheit sind. Die Bräuche und Feste in den einzelnen Regionen werden oft ohne Nachfrage nach spezifischen Sprachkenntnissen oder ethnischen Bekenntnissen gepflegt. In diesem Sinne sind die sorbischen Bräuche und Feste nicht nur ethnisch determiniert, sondern weisen häufig eine ethnisch gemischte Trägerschaft auf. Sie sind demnach auch als eine regionale kulturelle Praxis zu verstehen und daher für die gesamte Bevölkerung der Region attraktiv. Zu den sorbischen Bräuchen und Festen gehören unter anderem die Vogelhochzeit (25. Januar), zur sorbischen/wendischen Fastnacht Zapust (Januar bis März), Ostern, Hahnenschlagen im Spätsommer nach Einfuhr der Ernte. Es werden etwa 30 Bräuche im Jahreslauf gepflegt. Die Mehrheit davon wird länderübergreifend, in Sachsen und Brandenburg, begangen. Dennoch haben sich im Laufe der Zeit regionale Unterschiede herausgebildet. So konzentriert sich heute beispielsweise die sorbische/wendische Fastnacht oder das Hahnenschlagen auf die Niederlausitz. In der Oberlausitz erfährt das Osterreiten der katholischen Sorben große Aufmerksamkeit im In- und Ausland. - aufgenommen im Bundesweiten Verzeichnis | weitere Bilder \| Fotos hochladen |
| Pflege der Chormusik in deutschen Amateurchören                                                      | - Länderübergreifende Bewerbung aus Nordrhein-Westfalen, Sachsen, Thüringen; aufgenommen im Bundesweiten Verzeichnis | weitere Bilder \| Fotos hochladen |
| Die handwerklich-künstlerischen Drucktechniken aus den Bereichen Hochdruck, Flachdruck und Tiefdruck | - Länderübergreifende Bewerbung aus Berlin, Sachsen und Nordrhein-Westfalen; aufgenommen im Bundesweiten Verzeichnis | Fotos hochladen                   |

Das Singen des Steigerliedes wird im Bundesweiten Verzeichnis geführt, ist jedoch nicht in der Sächsischen Landesliste aufgenommen.